# Ferrovia Spiez-Erlenbach-Zweisimmen
La ferrovia Spiez-Erlenbach-Zweisimmen (nota anche come Simmentalbahn) è una linea ferroviaria a scartamento normale della Svizzera.

## Storia
Il primo progetto di una ferrovia nella valle della Simme risalgono al 1870, quando fu presentato il progetto (sostenuto tra gli altri anche dal generale Guillaume Henri Dufour) per una linea tra Thun e Bulle passante per Zweisimmen, Gstaad e Montbovon, mai costruita (nonostante la concessione ottenuta nel 1873) a causa della crisi economica della metà degli anni Settanta del XIX secolo.

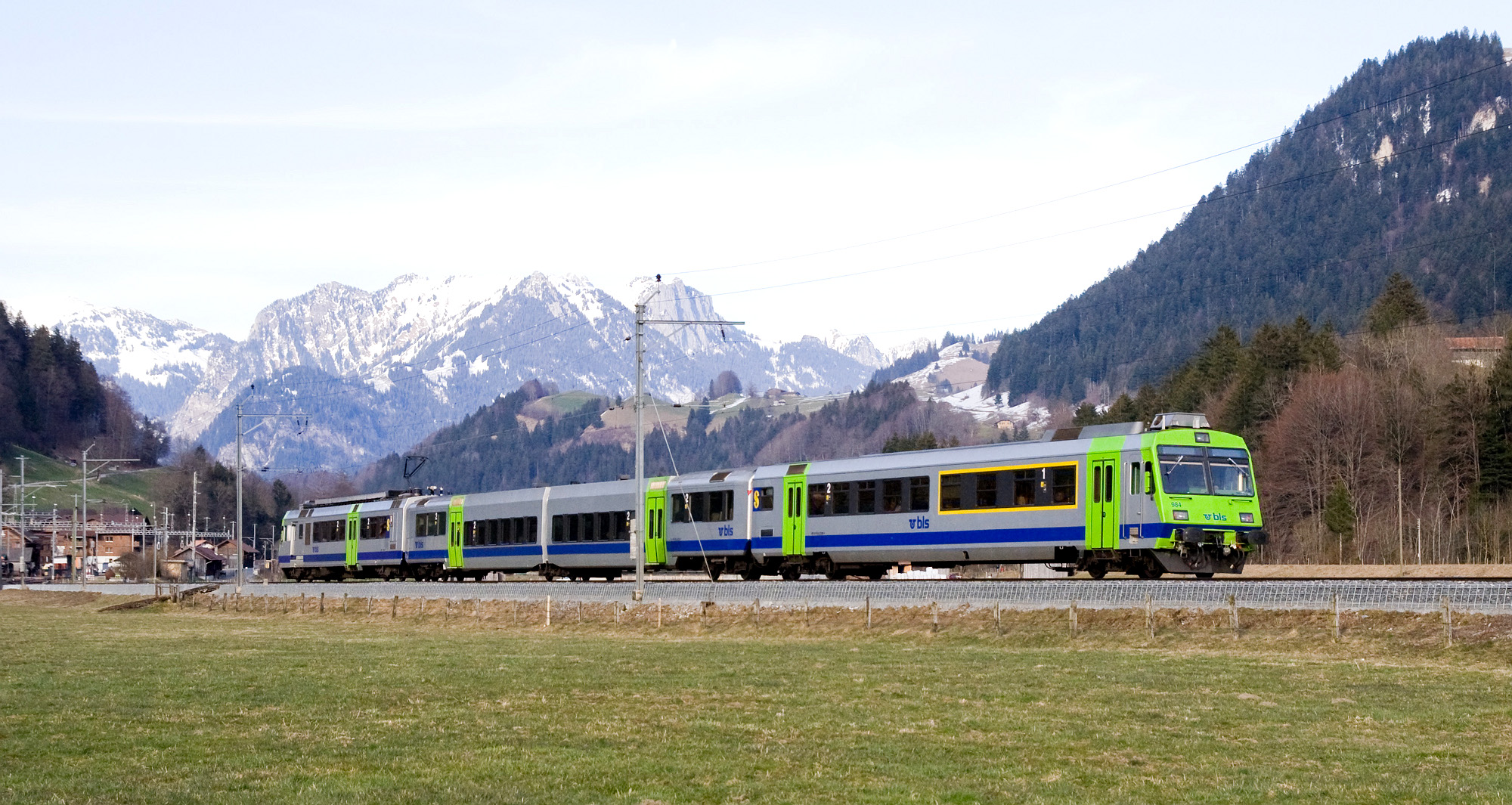
Un convoglio tra Boltigen e Weissenbach

Il 27 giugno 1890 fu ottenuta la concessione per una linea tra Spiez ed Erlenbach im Simmental: si decise di costruire la linea a scartamento normale per permettere il collegamento con la vicina Thunerseebahn e facilitare l'esportazione dei rinomati bovini di razza Simmental da Erlenbach (sede del più importante mercato del bestiame della zona) verso il resto dell'Europa.
La tratta Spiez-Erlenbach fu aperta il 16 agosto 1897, e venne elettrificata il 21 luglio 1920.
Il 15 ottobre 1897 era stato concesso anche il prolungamento della linea verso Zweisimmen: la tratta Erlenbach-Zweisimmen fu inaugurata il 1º novembre 1902 e venne elettrificata il 2 novembre 1920. L'esercizio di entrambe le tratte era curato dalla Thunersee-Bahn (TSB), concessionaria dell'omonima ferrovia, confluita nella Berner Alpenbahn-Gesellschaft Bern-Lötschberg-Simplon (BLS) nel 1913.
Le due linee erano gestite da due diverse società, la Eisenbahngesellschaft Spiez-Erlenbach (SEB) e la Erlenbach-Zweisimmen-Bahn (EZB). L'EZB assorbì nel 1942 la SEB, cambiando ragione sociale l'anno successivo in Simmentalbahn (SEZ). La fusione si era resa necessaria a seguito delle difficoltà finanziarie della EZB: la Confederazione e il Canton Berna intervenirono con un aiuto finanziario a condizione di una fusione tra di esse (come previsto dalla legge federale del 1939 sull'aiuto alle ferrovie).
Con decisione dell'assemblea generale del 19 giugno 1997 la SEZ fu assorbita dalla BLS insieme alle altre società di cui esercitava le linee (BN e GBS)  nella BLS Lötschbergbahn, fusasi a sua volta nel 2006 con la Regionalverkehr Mittelland (RM) nella BLS AG.

## Caratteristiche
La linea, a scartamento normale e binario unico, è lunga 34,90 km. La linea è elettrificata a corrente alternata con la tensione di 15.000 V alla frequenza di 16,7 Hz; la pendenza massima è del 25 per mille.

### Percorso
|  |  | Continuation backward |

|  | Unknown route-map component "CONTgq" | Unknown route-map component "ABZg+r" |

|  | Unknown route-map component "dSTRc2" | Unknown route-map component "dSHI2+l" + Unknown route-map component "d-STR3+1" | Unknown route-map component "dSHI2gr" |

|  | Unknown route-map component "dSTR+1" | Unknown route-map component "dÜST" + Unknown route-map component "dSTRc4" | Unknown route-map component "dSTR" |

| Unknown route-map component "d" | Unknown route-map component "dKBHFa-L" | Unknown route-map component "dKBHFe-M" | Unknown route-map component "dBHF-M" | Unknown route-map component "dKBHFe-R" |

|  | Unknown route-map component "KRWg+l" | Unknown route-map component "KRWr" |  |

|  | Small bridge over water |

|  | Stop on track |

|  | Enter and exit short tunnel |

|  | Enter and exit tunnel |

|  | Unknown route-map component "hKRZWae" |

|  | Unknown route-map component "hKRZWae" |

|  | Station on track |

|  | Unknown route-map component "eHST" |

| Station on track |

| Enter and exit short tunnel |

|  | Stop on track |

| Enter and exit tunnel |

| Station on track |

|  | Unknown route-map component "hKRZWae" |

| Stop on track |

|  | Station on track |

|  | Stop on track |

|  | Station on track |

|  | Small bridge over water |

|  | Small bridge over water |

|  | Station on track |

|  | Station on track |

|  | Station on track |

|  | Unknown route-map component "SKRZ-Ao" |

| Stop on track |

|  | Unknown route-map component "hKRZWae" |

|  | Unknown route-map component "SKRZ-Ao" |

| Stop on track |

|  | Unknown route-map component "SKRZ-Au" |

| Unknown route-map component "eHST" |

| Unknown route-map component "d" | Unknown route-map component "vSTR-STR+l" | Unknown route-map component "CONTfq" |

| Unknown route-map component "vÜST" | Unknown route-map component "d" |

|  | Unknown route-map component "d" | Unknown route-map component "vSTR" | Unknown route-map component "uexSTR+l" | Unknown route-map component "uexCONTfq" |

| Unknown route-map component "d" |  | Unknown route-map component "vBHF" | Unknown route-map component "uexHST" |  |

| Unknown route-map component "d" | Unknown route-map component "vÜST" | Unknown route-map component "uexKBHFe" |

| Unknown route-map component "CONTgq" | Unknown route-map component "vSTRr-STR" | Unknown route-map component "d" |  |

| Continuation forward |

La linea parte dalla stazione di Spiez, sulla ferrovia del Lötschberg. Da lì la linea corre parallela alla ferrovia per Thun prima di piegare in direzione sud-ovest. Attraversato il fiume Kander si arriva a Wimmis. Da lì si imbocca la Simmental, toccando Diemtigen. Superata la Simme si arriva a Erlenbach im Simmental, quindi la linea tocca i comuni di Därstetten, Oberwil im Simmental e Boltigen prima di terminare la corsa a Zweisimmen, stazione comune con la ferrovia Montreux-Oberland Bernese.